# Jeannette Wing
Jeannette Marie Wing és la directora de Ciència de dades a l'Institut Avanessians de la Universitat de Colúmbia, d'on també n'és professora d'informàtica. Fins al 30 de juny de 2017, va ser Vicepresidenta Corporativa de Recerca de Microsoft on supervisava els laboratoris de recerca principals d'arreu del món i Microsoft Research Connections. Abans de 2013 va ser la professora presidenta d'Informàtica a la Univ, sigui la Presidenta Professor d'Informàtica a la Universitat Carnegie Mellon. També va fer de Directora Adjunta d'Informàtica i Ciències de la Informació i Enginyeria a la NSF de 2007 a 2010.

## Educació
Es va llicenciar en Informàtica i Enginyeria Elèctrica al MIT el juny 1979. Els seus assessors van ser Ronald Rivest i John Reiser. Es va doctorar el 1983 pel MIT sota la direcció de John Guttag.

## Carrera i recerca
Va ser a la Universitat de Califòrnia Del sud de 1982 a 1985 i després a la Carnegie Mellon de 1985 a 2012. Va ser cap del Departament d'Informàtica de 2004 a 2007 i de 2010 a 2012. El gener de 2013, va agafar una excedència de la Carnegie Mellon per anar a treballar a Microsoft Research.
Va liderar la comunitat de mètodes formals, especialment en l'àrea de Larch. Ha dirigit molts projectes de recerca i ha publicat profusament.
Amb Barbara Liskov, va desenvolupar el Principi de substitució de Liskov, publicat el 1993.
També ha estat una gran promotora del pensament computacional, expressant la resolució de problemes amb algorítmia i tècniques d'abstracció utilitzades per informàtics i com podrien aplicar-se altres disciplines.
Forma part del consell editorial de les següents revistes:
- Fundacions i Tendències dins Intimitat i Seguretat ((co-Editor-in-Chief))
- Revista de l'ACM
- Aspectes formals d'Informàtica ((North American Editor))
- Mètodes formals dins Disseny de Sistema
- Revista internacional de Programari i Informatics
- Revista de Ciència d'Informació i Enginyeria
- Eines de programari per Transferència de Tecnologia